# Det Digitale Byggeri
Det Digitale Byggeri var et initiativ fra Økonomi- og Erhvervsministeriet der havde til formål at digitalisere byggeriet. Initiativet blev udmøntet i bekendtgørelse nr. 1365 af 2007. Bekendtgørelsen er blevet revideret to gange, sidst i 2013. Der er nu to gældende bekendtgørelser, nr. 118 og nr. 119.
Det digitale Byggeri søgte at involvere virksomheder i byggebranchen bredt, ved at udbyde en række opgaver, som skulle udgøre grundlaget for digitataliseringen af byggeriet. Opgaverne blev kaldt henholdsvis "Det Digitale Fundament", "Bygherrekrav" og "Bedst i Byggeriet", og bestod af følgende:
- Det Digitale Fundament, Ny klassifikation for byggeriet.
- Brug af projektweb
- Digitalt udbud og tilbud, vundet af BANK konsortiet (Balslev A/S, KHRAS, Norconsult A/S, Arkitektskolen i Aarhus)
- 3D visualisering/simulering
- Digital aflevering
- Bedst i Byggeriet

I 2003-2006 udviklede en række konsortier deres løsninger på disse opgaver. Der er ikke meget af materialet der stadig er i brug, idet både Dansk Bygge Klassifikation og målereglerne er erstattet af andre løsninger.